# Donorovyn Lümbengarav
Donorovyn Lümbengarav (ur. 27 stycznia 1977) – mongolski piłkarz i trener piłkarski. Podczas kariery grał na pozycji pomocnika. Były reprezentant Mongolii.

## Kariera
Donorovyn Lümbengarav całą karierę piłkarską spędził w Mongolii. 
W reprezentacji Mongolii zadebiutował 29 lutego 2000 roku w meczu z Uzbekistanem. Pierwszego gola zdobył 28 października 2007 roku w meczu z Koreą  Północną.
Od 2017 roku pracuje jako trener w mongolskich klubach.